# Pattaratron Buransuk
Pattaratron Buransuk (thailändisch ภัทรธร บุราณสุข; * 24. Oktober 2007 in Nakhon Ratchasima), auch als Check bekannt, ist ein thailändischer Fußballspieler.

## Karriere
Pattaratron Buransuk erlernte das Fußballspielen in der Jugendmannschaft vom Nongbua Pitchaya FC. Hier unterschrieb er auch seinen ersten Profivertrag. Der Verein aus Nong Bua Lamphu spielte in der zweiten Liga, der Thai League 2. Am 1. Januar 2024 wechselte er bis Saisonende 2023/24 auf Leihbasis zum Drittligisten Udon United FC. Der Verein aus Udon Thani spielte in der North/Eastern Region der Liga. Hier kam er einmal zum Einsatz. Am 24. Februar 2024 stand er in der Startelf im Spiel gegen den Nakhon Ratchasima United FC. Nach der Ausleihe kehrte er Ende Juni 2024 nach Nong Bua Lamphu zurück. Am Ende der Saison 2023/24 stieg Nonbua als Tabellenzweiter in die erste Liga auf. Sein Erstligadebüt gab Pattaratron Buransuk am 10. August 2024 (1. Spieltag) im Heimspiel gegen Buriram United. Bei der 0:4-Heimniederlage wurde er in der 63. Minute für Wichit Tanee eingewechselt. Mit dem U23-Team von Nongbua nahm er 2024 an der U23-Meisterschaft teil. Am Ende der Saison feierte er mit der U23 die Meisterschaft. Die erste Mannschaft musste am Ende der Saison 2024/25 wieder in die zweite Liga absteigen.

## Erfolge
Nongbua Pitchaya FC U23
- Thailändischer U23-Meister: 2024